# Dendromyrmex wheeleri
Dendromyrmex wheeleri är en myrart som beskrevs av Horace Donisthorpe 1937. Dendromyrmex wheeleri ingår i släktet Dendromyrmex och familjen myror. Inga underarter finns listade i Catalogue of Life.